# Mana Neyestani
Mana Neyestani (Teheran, 1973) è un cartoonist iraniano .
È il fratello di Touka Neyestani, anche lui cartoonist.
In Iran ci sono state violente proteste da parte del gruppo etnico azero offeso da una sua striscia a fumetti, pubblicata nella sezione per bambini del supplemento di Iran (numero del 12 maggio 2006), un giornale governativo. La striscia mostrava uno scarafaggio che rispondeva in lingua azera o persiana. Neyestani fu arrestato, insieme a Mehrdad Ghasemfar, caporedattore del giornale Iran, dai funzionari del governo e il giornale fu chiuso in seguito ai tumulti.
Neyestani è nato nel 1973 a Teheran. Si è laureato all'Università di Teheran con un master in Architettura ed è un cartoonist di successo sin dalla pubblicazione dei suoi disegni per il giornale Zan (1998).
Il padre di Mana Neystani è di Kerman. Suo padre Manouchehr era un famoso poeta iraniano.